# Eleutherodactylus pituinus
Espèce
Statut de conservation UICN

 EN B1ab(iii)+2ab(iii) : En danger
Eleutherodactylus pituinus est une espèce d'amphibiens de la famille des Eleutherodactylidae.

## Répartition
Cette espèce est endémique de République dominicaine. Elle se rencontre de 1 212 à 1 770 m d'altitude dans la cordillère Centrale.

## Publication originale
- Schwartz, 1965 "1964" : Two new species of Eleutherodactylus from the eastern Cordillera Central of the Republics Dominican. Caribbean Journal of Science, vol. 4, no 4, p. 473-484 (texte intégral).